# Disney Magic (schip, 1998)
De Disney Magic is het eerste schip van de Disney Cruise Line. Het werd in gebruik genomen in 1998. Meestal maakt het schip reizen van 7 dagen naar het Caribisch gebied. De laatste dag wordt er gestopt op Castaway Cay, het privé-eiland van the Walt Disney Company.
Het schip telt 5 restaurants en enkele bars en snackbars, een theater, een bioscoop, een wellnesscentrum, een fitnesszaal en kinderclubs. Er is plaats voor ongeveer 2700 gasten.